# Lasiodiscus mannii
Lasiodiscus mannii är en brakvedsväxtart som beskrevs av Joseph Dalton Hooker. Lasiodiscus mannii ingår i släktet Lasiodiscus och familjen brakvedsväxter. Inga underarter finns listade i Catalogue of Life.